# VARTA

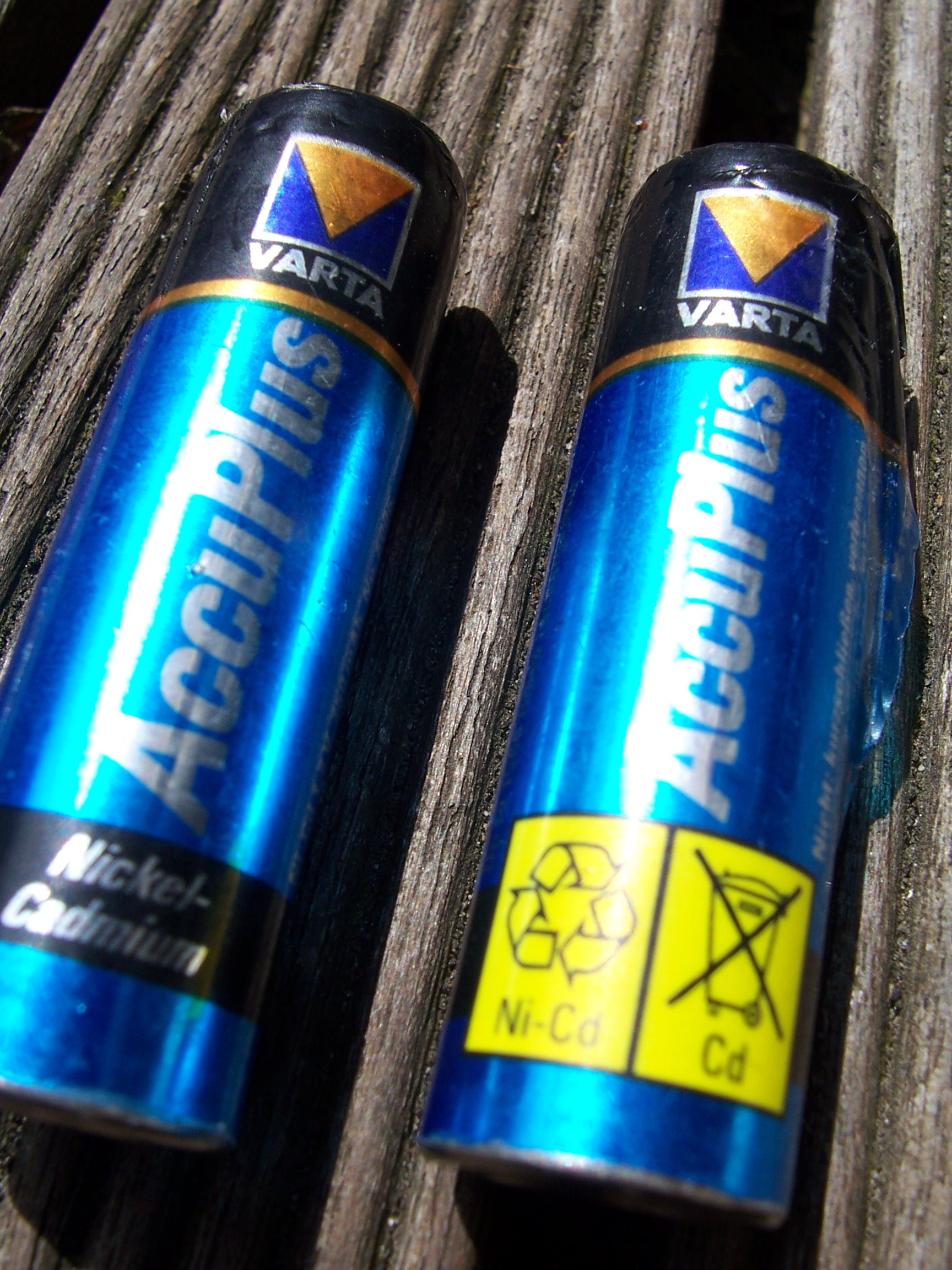
Oplaadbare VARTA batterijen.

VARTA (afkorting van Vertrieb, Aufladung, Reparatur Transportabler Akkumulatoren) is een Duits bedrijf, opgericht in 1904. Het bedrijf fabriceert batterijen voor de consument en industrie. Het is beursgenoteerd en maakte deel uit van de SDAX-aandelenindex.

## Geschiedenis
De geschiedenis van het huidige Varta gaat terug tot 1887, toen prof. Adolf Müller in Wehringhausen de firma Busche & Müller oprichtte. Wanneer in 1890 AEG en Siemens investeerden in het toenmalige Busche & Müller ontstond de Acumulotorenfabrik, men noemde die AFA.
In 1905 richtte de AFA een dochteronderneming op met de naam VARTA. Toen produceerde het nog op kleine schaal loodaccu's. Vanaf 1962 werd AFA omgedoopt tot VARTA, om zo meer bekendheid te brengen bij de productie van accu's voor auto's.
In 1984 werd de Nederlandse bedrijven Bataafse Accufabriek en Batterijenfabriek C. Herberhold NV (Witte Kat) overgenomen. De activiteiten werden ondergebracht in VARTA B.V. tot in 2009 de productie van De Witte Kat batterij werd gestaakt.
Het onderdeel wat accu's maakt voor voertuigen werd in 2002 overgenomen door Johnson Controls. Johnson Controls betaalde hiervoor 312,5 miljoen euro.
In 1997 begon VARTA met de productie van microbatterijen voor bijvoorbeeld gehoorapparaten. Deze worden van nikkel gemaakt in tegenstelling tot andere batterijen die van zink gemaakt worden.
In 2020 waren er vijf productielocaties in Duitsland, Roemenië en Indonesië. Verder heeft het distributiecentra van waaruit de batterijen in minstens 75 landen worden verkocht.
Op 12 februari 2024 werd Varta getroffen door een cyberaanval waardoor de productie in vijf fabrieken stil kwam te liggen. Door de aanval is Varta er niet in geslaagd tijdig de jaarcijfers over 2023 te publiceren waardoor het bedrijf – tijdelijk – uit de SDAX is verwijderd.
In juli 2024 stond Varta op het punt van een faillissement omdat het zijn schulden niet kon aflossen na aanzienlijke investeringen. In augustus 2024 bereikte Varta een herstructureringsovereenkomst met zijn schuldeisers waarmee de schuld wordt gereduceerd van 485 miljoen euro naar 200 miljoen euro. Michael Tojner, al grootaandeelhouder in het bedrijf via Montana Tech Components, en Porsche worden de nieuwe eigenaars van Varta, na een kapitaalinjectie van 60 miljoen euro. Porsche krijgt tevens toegang tot hoogwaardige batterijen voor zijn hybride en elektrische sportwagens.

## Trivia
- In 1896 nam poolonderzoeker Fridjof Nansen voor zijn Noordpoolexpeditie accu's mee voor elektrisch licht. De accu's van AFA bleken temperaturen van -50°C te kunnen weerstaan.
- In 1935 werd het wereldberoemde luchtschip LZ129 "Hindenburg" voorzien van VARTA-accu's.
- In 1969 ging Neil Armstrong met een VARTA-batterij in zijn camera naar de maan.